# Хорхе Басадре
Хорхе Басадре Громанн (ісп. Jorge Basadre Grohmann 12 лютого 1903, Такна — 29 червня 1980, Ліма) — перуанський історик, найбільш відомий своєю роботою з історії республіканського Перу. Також займав посади міністра освіти і директора національної бібліотеки.

## Біографія

### Ранні роки
Хорхе Басадре народився в перуанському регіоні Такна в 1903 році, в той час ця територія була окупована чилійськими військами. Початкову освіту Басадре отримав в ліцеї Святої Рози в Такні, потім він переїхав разом з сім'єю в Ліму в 1912 році. Середню освіту він здобув у 1918 році в школі Святої Діви Гваделупської.
У 1919 році Басадре виступив в університет Сан-Маркос, де у 1928 році отримав диплом доктора в галузі гуманітарних наук, а в 1935 році став доктором юриспруденції. Під час навчання з 1919 року по 1930 рік він працював в національній бібліотеці Перу. З 1931 по 1935 рік він працював у США, Німеччині та Іспанії.

### Громадські посади
Повернувшись в Перу, став директором Центральної бібліотеки університету Сан-Маркос. Після пожежі 9 травня 1943 року в Національній бібліотеці Перу Басадре був призначений її директором, також йому було доручено провести її реконструкцію. На цій посаді він організував вихід друкованого видання бібліотеки журналу «Fenix».
У 1945 році протягом короткого часу обіймав посаду міністра освіти при уряді Хосе Бустаманте і Ріверо.
З 1956 року по 1962 рік очолював історичний інститут Перу.
У 1956 році президент Мануель Прадо і Угартече знову призначив його на посаду міністра освіти; на цій посаді Басадре пробув до 1958 року.

### Смерть
Хорхе Басадре помер 29 червня 1980 року в Лімі у віці 77 років. У його честь в Перу названо безліч освітніх об'єктів, в тому числі перуанський університет в Такні. Портрет Хосе Басадре поміщений на сучасну перуанську банкноту 100 перуанських нових солей.

## Роботи
Басадре написав досить велику кількість книг, основними його роботами стали дослідження з історії Перу XIX і початку XX століть. Найбільш важливою його роботою визнана публікація «Історія Республіки» (ісп. Historia de la República вперше опублікована в 1935 році однотомним виданням. Ця робота завдяки діяльності Басадре росла в розмірах і до 6 видання, в 1968 році, вийшла в 16 томах. У той час робота охоплювала період з моменту незалежності Перу в 1821 році до смерті президента Луїса Мігеля Санчеса Серро.